# Семь отроков Эфесских
Семь отроков Эфесских (Семь спящих отроков; Семь святых отроков, иже во Ефесе; Семь отроков, во Эфесе спящих) — христианские мученики, заживо замурованные в пещере и проспавшие там несколько веков. Почитаются также в исламе (см. Асхаб аль-Кахф).

## Житие

### Мученичество
Семь отроков жили в III веке. Святой Максимилиан, один из них, был сыном градоначальника города Эфеса, остальные шестеро его друзей также происходили из эфесской аристократии, и все они находились на военной службе и были христианами. Император Декий (Деций Траян) (249—251 гг.) прибыл в Эфес и приказал приносить жертвы языческим божествам, но юноши отказались это сделать. Тогда император приказал снять с них знаки воинского отличия — воинские пояса, но тем не менее отпустил на свободу, надеясь, что они передумают, пока он воюет.
Юноши покинули город и укрылись в пещере на горе Охлон (Селион, Пион — встречаются различные варианты, Симеон Лехаци отождествляет её с Кешиш-Дагом), где молились, готовясь к мученическому подвигу. Святой Иамвлих во время одного из своих походов в город за хлебом услышал, что император вернулся и всех их разыскивают для суда. Отроки добровольно вышли из пещеры и явились на суд.
Их приговорили принять смерть в той же пещере, которая служила им укрытием, — император приказал заложить вход в неё камнями, чтобы отроки умерли от жажды и голода. Два сановника, присутствовавших при закладке входа, были тайными христианами, и они, чтобы память о мучениках сохранилась, вложили в кладку ковчежец с двумя оловянными пластинками, где были указаны имена семи отроков и описаны обстоятельства их страданий и смерти.

### Чудесное пробуждение
Согласно житию, по воле Божьей отроки не умерли, а заснули чудесным сном, длившимся почти два столетия. В V веке, при Феодосии Младшем (в некоторых вариантах текста упоминается другой правитель, например Феодосий Великий), явились еретики, отвергавшие воскресение мёртвых во время Второго пришествия. Их заботил вопрос: «Как может быть воскресение мёртвых, когда не будет ни души, ни тела, так как они уничтожатся?» Существовало также мнение: «Только одни души будут иметь воздаяние, так как невозможно телам восстать и ожить после тысячи лет, когда не останется от них и праха». Господь открыл тайну ожидаемого воскресения мёртвых и будущей жизни через Семерых отроков.

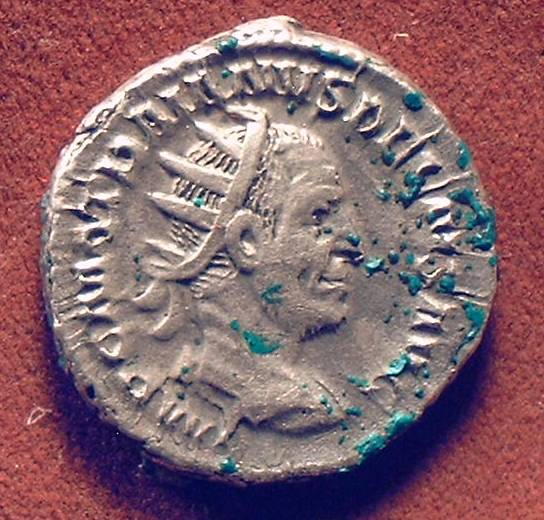
Монета Деция Траяна

Владелец участка (встречается вариант его имени Adolios), на котором находилась гора Охлон, начал стройку, и его рабочие разобрали заложенный вход в пещеру (вариант — чтобы использовать её в качестве загона для скота). В этот момент Господь оживил отроков, и они проснулись словно от обыкновенного сна, не подозревая, что прошло почти двести лет. Готовясь принять мучения, друзья поручили Иамвлиху (в католической традиции он носит имя Диомед) ещё раз купить им хлеба в городе. Подойдя к городу, юноша поразился, увидев на воротах святой крест — времена гонений на христиан уже давно прошли.
Расплачиваясь за хлеб, Иамвлих подал торговцу монету императора Декия и был задержан по подозрению в сокрытии клада старинных монет. Его привели к градоначальнику, у которого в то время находился епископ. Священник понял, что Бог открывает через юношу какую-то тайну, и отправился вместе с народом к пещере.
Там в груде камней он нашёл запечатанный ковчежец. Прочтя на оловянных пластинках имена святых и описание обстоятельств их замурования, епископ вошёл в пещеру и увидел в ней живых отроков. Так было показано, что Господь, через пробуждение их от долгого сна, открывает Церкви тайну воскресения мёртвых — чудо их пробуждения способствовало укреплению веры в воскресение плоти.
Вскоре сам император прибыл в Эфес и беседовал с юношами в пещере. Тогда святые отроки на глазах у всех склонили головы на землю и опять заснули, на этот раз до дня всеобщего воскресения. Император хотел каждого из них положить в драгоценную раку, но святые отроки, явившись ему во сне, сказали, чтобы тела их были оставлены в пещере на земле.

## Богословское толкование
Спящие юноши как бы выпадают из времени и, пробудившись, становятся живым символом перехода от эпохи гонений на христианство ко времени торжества его.
Агиограф Иоанн Колов в житии Паисия Великого приводит эфесских отроков как пример того, что «по плотскому естеству живущих, тело, дабы не изнемочь, требует для укрепления своего питания, а те, которые, наподобие бесплотных, преуспели в вышеестественной жизни, — тем зиждительная сила в изобилии подает сию благодать, которой естество человеческое и повинуется, и живет уже не столько телесною пищею, сколько духовною».

## Почитание

### В православии
Православная церковь совершает память семи отрокам дважды: 4 августа и 22 октября (по юлианскому календарю). По одному преданию, которое вошло в русский Пролог, отроки вторично уснули в этот день; по заметке греческой минеи 1870 года, они в первый раз уснули 4 августа, а пробудились 22 октября. Святые отроки упоминаются и в службе церковного новолетия — 1 сентября.
Эта дата утвердилась не сразу: так, одно время память Семи отроков Эфесских по Уставу Великой церкви праздновалась 2 августа, по Студийскому — 7 августа, а по Иерусалимскому — 4 августа.
Один из немногих православных храмов, названных в честь Семи отроков Эфесских, находится на территории старого Завального кладбища в городе Тобольске (Тюменская область).

### В католицизме
В католицизме отроков вспоминают 27 июля. Исключение составляют регион Регенсбург (12 сентября), а также Аквилея, Зальцбург и Пассау (13 сентября).

### В исламе

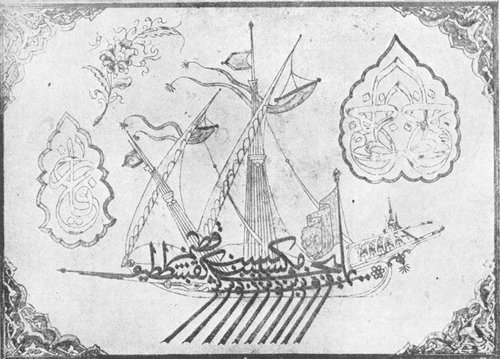
Защитный амулет — каллиграфия с именами отроков

В 18-й суре Корана Аль-Кахф говорится о юношах, которые скрылись в пещере от преследователей, желая сохранить свою религию. После того как они обратились с молитвой к Господу, Он усыпил их в пещере на 309 лет. Вместе с ними также была и их собака по кличке Китмир.
В исторической литературе и толкованиях Корана делаются предположения, что речь может идти о событиях, имевших место во второй половине III века. Римский наместник Дакьянус (возможно, речь идет о римском императоре Деции) желал отречения этих юношей от веры в Аллаха. Это вынудило отроков покинуть родной город, после чего они укрылись от преследований в пещере. «И остались они в пещере своей триста лет и прибавили еще девять» (Коран, 18: 25). На протяжении этого периода все они пребывали в состоянии сна. Проснувшись, они были уверены, что пробыли в пещере лишь один день. Через некоторое время молодые люди послали одного из своих товарищей в город, чтобы он купил для них еды. По пути посланный обратил внимание, что город сильно изменился. Подойдя к торговцу, он протянул ему монету. Однако тот, заметив, что монета выглядят необычно, отвел покупателя к правителю, которому юноша рассказал свою историю. В тот период в Римской империи уже господствовало христианство. Заинтересовавшись этим чудом, люди отправились к той пещере, на которую указал юноша. Они обнаружили, что все, кто был там, включая собаку, исчезли. После этого данное место стало священным, и там был воздвигнут храм.
В Коране местонахождение пещеры точно не указано, но детали рассказа дают возможность предположить, что имеется в виду не эфесская пещера, а погребение на территории римского некрополя в окрестностях современного Аммана, с которым в Сирии и Палестине ещё в доисламский период связывали действие этого сказания.
Семь спящих в Османской империи считались покровителями мореплавания. В среде моряков пользовались популярностью каллиграфические композиции в виде корабля, составленные из имён семи отроков и, по мусульманской версии, уснувшей с ними в пещере собаки по имени Китмир. В некоторых мусульманских странах имя Китмир также надписывали на посланиях, чтобы уберечь последние от пропажи.

## Научный анализ

### Распространение легенды

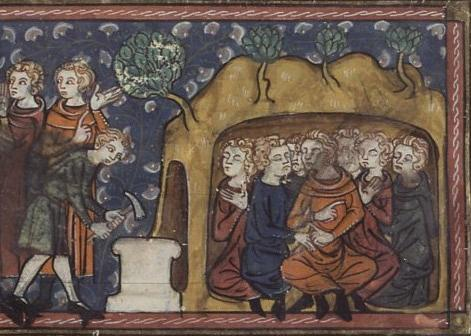
Миниатюра из «Золотой легенды»

Легенда распространялась из Эфеса. Уже в V веке она широко разошлась в Малой Азии и Сирии. Самым древним сохранившимся источником называют сирийский текст монаха по имени Иаков из Сарука (V век), который написал гомилию, вошедшую в Acta Sanctorum и повлиявшую на тексты на других восточных языках. Этот же сюжет о спящих отроках встречается в житии Паисия Великого, написанном преподобным Иоанном Коловом (V век). Другая версия VI века встречается в сирийском манускрипте в Британском музее, там указано восемь спящих. Память Семи отроков Эфесских присутствует в церковном календаре Эфиопской православной церкви и у маронитов.
Среди византийских авторов её использует Симеон Метафраст, работавший на сирийском материале и создавший её греческий вариант в «Житиях святых» под месяцем июлем. Православная традиция основывается именно на этом варианте.
На Западе — в изложении на латинском языке — она известна с VI века (её сообщает Григорий Турский, опирающийся на Иоанна Колова, помещая в свою «De gloria martyrum» с указанием, что легенду ему рассказал некий сириец), а в VIII веке — Павел Диакон в «Истории Лангобардов». Павел Диакон помещает место действия в Германию: «На самой далёкой окраине Германии, на северо-западе, на берегу океана есть пещера под скалой, где с незапамятных времён спят семь отроков». Существует англо-нормандская поэма «Li set dormanz» («Семеро спящих»), написанная неким Шардри (Chardry). Но особую популярность она приобрела во времена крестовых походов. Её изложение находится и в «Золотой легенде» Якова Ворагинского. В «Римский мартиролог» история вошла под датой 27 июля, когда отроки и стали поминаться в католичестве.

### Имена отроков
| Православная традиция (идёт от Симеона Метафраста)                                                                                         | Григорий Турский (V век) | Dionysius Telmaharensis | Римско-католическая традиция (идёт от «Золотой легенды») | Исламская традиция (по комментариям Ат-Табари) |
| --- | --- | --- | --- | --- |
| 1. Максимилиан — сын градоначальника 2. Иамвлих — самый младший 3. Мартиниан 4. Иоанн 5. Дионисий 6. Ексакустодиан (Константин) 7. Антонин | 1. Achillides — Ахиллид 2. Diomedes — Диомед 3. Diogenus — Диоген 4. Probatus — Проб 5. Stephanus — Стефан 6. Sambatus — Самбатус 7. Quiriacus — Кириак | 1. Maximilianus — Максимилиан 2. Jamblicha — Иамвлих 3. Martelus — Марцелл 4. Dionysius — Дионис 5. Johannes — Иоанн 6. Serapion — Серапион 7. Exustadianus — Ексакустодиан 8. Antonius — Антоний | 1. Maximianus — Максимиан 2. Malchus — Малх 3. Martinianus — Мартиниан 4. Dionysius — Дионис 5. Joannes — Иоанн 6. Serapion — Серапион 7. Constantinus — Константин | 1. Максалина (مكثلينا) 2. Ямлиха (يمليخا) 3. Маслина (مثلينا) 4. Марнуш (مرنوش) 5. Сазануш (ساذنوش) 6. Дабарнуш (دبرنوش) 7. Кафшататайюш (كفشططيوش) - Собака: Китмир (قطمير) |

### Фольклорность сюжета
Данная история является одним из многих рассказов о людях, которые заснули, а проснувшись, убедились, что их мир изменился.
Иаков из Сарука сообщает, что сон отроков длился 372 года. Сообразуясь с хронологией правления императоров, срок сна подчас сокращают до 193 или 187 лет.
Аналогичные истории:
- Талмуд: легенда о Хони, спавшем с момента разрушения Иерусалимского храма до конца вавилонского пленения.
- Аристотель: история о спящих в Сарде (Phys., IV, xi).
- Фридрих Барбаросса — и другие истории о заснувших королях под горой (см. Король под горой).
- Рип ван Винкль — персонаж, созданный под влиянием истории об отроках и короле под горой.

Упоминают также о близости легенды о семи спящих отроках к встречающейся в ряде евразийских легенд истории происхождения созвездия Большой Медведицы, звёзды которой трактуются как семь мужчин и одна собака — звезда Алькор.

## Пещера отроков и их мощи

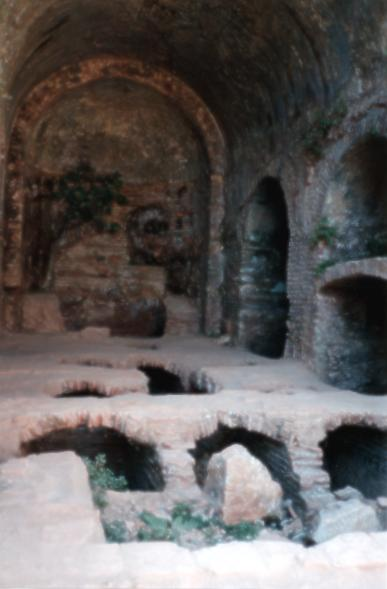
Грот в Эфесе

Об отроках упоминает в своём «Хождении» в Святую землю русский игумен Даниил (начало XII века). Посетив Эфес, он записал в своей книге: «И ту есть пещера, иде же лежат телеса 7-ми отрок, иже спали 300 и 60 лет; при Декии цари успоша, а при Феодосии цари явишася» (12, 28). 
Местонахождение пещеры точно не определено, выделяют две основных версии: собственно грот в Эфесе (Турция) и пещера в Аммане (Иордания), с которым связывается мусульманское повествование.
С отроками эфесскими связывают также различные пещеры Передней и Средней Азии, и даже Испании (южная Андалузия), но приоритет (помимо собственно эфесского грота) остаётся за пещерой на самой окраине Аммана, в урочище Аль-Раджиб, называемой арабским именем Ахль Аль-Кахаф (Пещера спящих). Как место их упокоения она почиталась уже V—VI веках.
Храм в амманской пещере — в форме равностороннего креста (что свидетельствует о его немусульманском происхождении), его потолок и стены выложены камнем. Слева стоят три белокаменные гробницы, справа — другие четыре. Вероятнее всего, древний храм относился к раннехристианскому типу построек — мартириуму.
Одна из гробниц справа застеклена: мощи, считающиеся мощами отроков, покоятся сейчас в ней. «В 1963 году все семь гробниц пещеры были вскрыты, и в каждой из них обнаружены череп и кости, а также некоторые предметы быта. Останки переложили в одну гробницу, в торце которой неаккуратно пробили отверстие».
Католическая традиция тем не менее считает, что мощи отроков покоятся во Франции, в церкви Сан-Виктуар в Марселе, куда их перенесли во время Крестовых походов, когда была обнаружена пещера с останками около Эфеса. Раскопки в эфесских пещерах вели австрийские археологи XIX века.

## Иконография

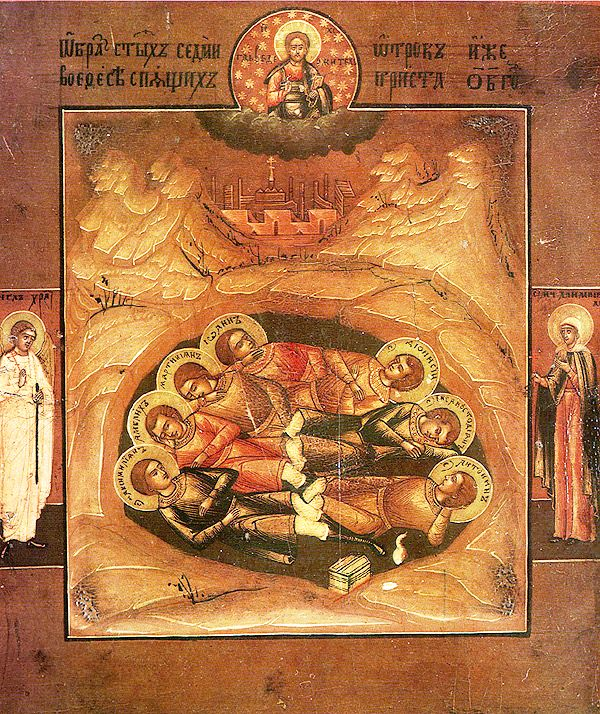

Изображения Семи спящих отроков в России достаточно распространены. В народе они почитались как целители животворящим сном. Их образы были особенно распространены в мелкой пластике, на небольших образках и змеевиках, которые использовались как амулеты от бессонницы. В них встречается особая иконография — семь спящих отроков располагаются вокруг образа Спасителя или свт. Николая. Зачастую Спаситель изображается в небесах, а отроки, лежащие по кругу, — внизу. Изображение отроков иногда совмещается и с образом Богоматери — см. Феодоровская Богоматерь.
Одна из наиболее известных фресок с изображением отроков находится в Успенском соборе Московского Кремля. Знаменита также белокаменная резная композиция на фасаде Георгиевского собора в Юрьеве-Польском. Икона «Святой Иоанн, Святая Евдокия, семь отроков Эфесских» в серебряном окладе с тремя накладными серебряными позолоченными венчиками входит в число произведений, похищенных из Эрмитажа.

## В разговорном языке и литературе
Словосочетание «seven sleepers» стало крылатым в протестантской культуре XVI века. В частности, оно встречается у поэта Джона Донна. В эпоху Просвещения легенда утратила популярность, но снова всплыла на поверхность в эпоху романтизма. Её влияние можно заметить в «Исповеди английского морфиниста» Томаса де Квинси, сборнике Гёте «Западно-восточный диван», «Рипе ван Винкле» Вашингтона Ирвинга, романе «Когда Спящий проснётся» Герберта Уэллса и т. п.
Слово syvsover (букв. «семь спящих») закрепилось в шведском, норвежском и датском языках в значении «тот, кто крепко и давно спит». Аналогичное значение имеют образованные по той же схеме слова Siebenschläfer в немецком и hétalvó в венгерском языках: они характеризуют тех, кто спит давно и что-либо проспал. Грызун соня-полчок по-немецки называется Siebenschläfer.
Существует оратория «Die Siebenschläfer», написанная Людвигом Гизебрехтом и Карлом Лёве.
Мусульманская версия легенды упоминается в третьей главе романа Орхана Памука «Имя мне — Красный».

## В кинематографе
- «Люди пещеры» (Иран, 1998).